# دللک اوبا
دللک‌اوبا (به ترکی آذربایجانی: Dəlləkoba) یک منطقه مسکونی در جمهوری آذربایجان است که در شهرستان ماساللی واقع شده است. دللک اوبا ۱۴۱۸ نفر جمعیت دارد.